# Paul Pogge

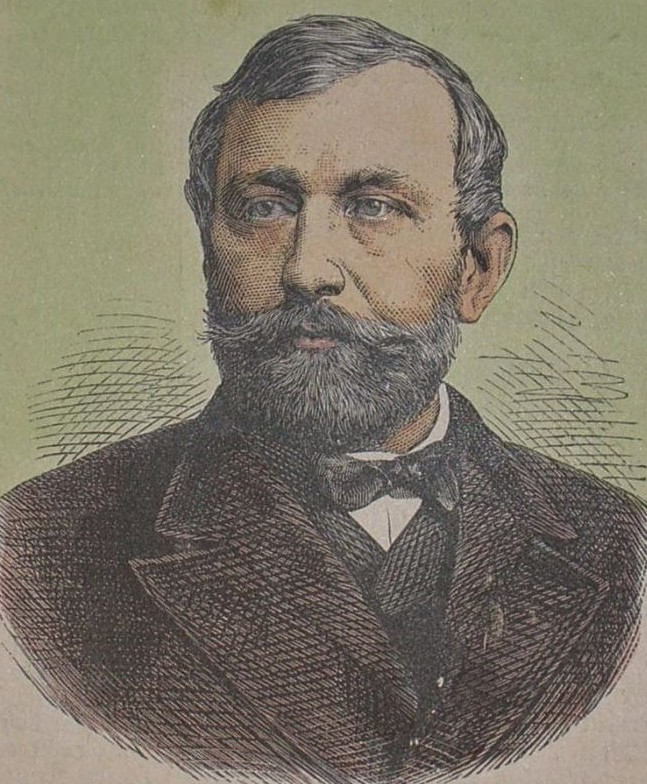
Paul Pogge

Paul Friedrich Johann Moritz Pogge (* 27. Dezember 1838 in Zierstorf; † 17. März 1884 in St. Paul de Luanda) war ein deutscher Landwirt und Forschungsreisender.

## Leben
Paul Pogge entstammte dem alteingesessenen Geschlecht Pogge, Landwirte in Mecklenburg, das seit seinem Großvater Carl Pogge mehrere bedeutende Agrarreformer hervorgebracht hatte. Er war eines von zehn Kindern des bürgerlichen Gutsbesitzers Friedrich Pogge (1791–1843) und dessen zweiter Ehefrau Auguste, geborene Bresien (1806–1865), Tochter des Domänenpächters Christian Friedrich Bresien auf Sponholz. Im Alter von fünf Jahren starb sein Vater und er erbte das Gut in Zierstorf. Sein Onkel Johann Pogge übernahm die Bewirtschaftung des Gutes.
Pogge absolvierte eine Ausbildung auf dem mecklenburgischen Gutsbesitz der Familie und studierte ab 1858 Rechtswissenschaften in Berlin, Heidelberg (Mitglied des Corps Guestphalia) und München. 1860 wurde er zum Dr. jur. promoviert. Im Anschluss trat er die Verwaltung des väterlichen Guts an.
1864 bis 1866 unternahm Pogge zu Jagdzwecken eine erste Reise nach Südafrika (Kapland und Natal), Mauritius und Réunion. Nach seiner Rückkehr pachtete er das Gut Sarow, das er nach einigen Jahren wieder aufgab.
Der Historiker Hartmut Pogge von Strandmann ist ein Urgroßneffe Pogges.

## Forschungsreisen
Im Jahr 1874 schloss er sich der Cassange-Expedition unter dem Ornithologen Alexander von Homeyer an und ging mit diesem von Luanda den Cuanza aufwärts bis Pungo Andongo. Hier mussten sie Major von Homeyer, den Leiter der Expedition, zurücklassen, der schwer erkrankte. Pogge und der Botaniker Hermann Soyaux wurden ebenfalls vom Fieber befallen und während Pogge mit Anton Erwin Lux die Reise fortsetzen konnte, blieb auch Soyaux zurück. Pogge übernahm die Leitung und setzte die Tour über Malanje bis nach Kimbundo fort. Dort konnte Lux, der dem Sterben nahe war, ihn nicht weiter nach Mussumba, der Residenz des Muata Iamvo, begleiten, das er am 9. Dezember 1875 erreichte. Damit war er weiter ins Landesinnere vorgedrungen als irgendein Reisender der Deutschen Afrikanischen Gesellschaft vor ihm. Da der Muata Iamvo Pogge die Fortsetzung der Reise nicht gestatten wollte, kehrte Pogge im April 1876 nach Angola und von da nach Deutschland zurück.
Im Herbst 1880 trat Pogge in Begleitung Hermann von Wissmanns, mit 25000 Mark vom Reichskanzleramt unterstützt und von der Afrikanischen Gesellschaft neu ausgerüstet, eine zweite Afrikareise an. Er hatte Wissmann in Rostock kennengelernt und verließ mit diesem am 18. November Hamburg. Sie landeten in Loango an und erreichten am 25. Januar 1881 Malanje. Sie starteten am 1. Juni reisten über Kimbundu und Tshikapa und erreichten am 22. Oktober den Kasai. Pogge bestätigte, ebenso wie Wissmann, die dort drei Jahre zuvor von Otto H. Schütt beim Volk der Baschilenge gemachten Beobachtungen des Hanf-Kultes der Bena Riamba. Hier trennten sich die Reisenden. Pogge zog über die Residenz Mukenges am Lulua und vereinigte sich darauf mit Wissmann wieder am Munkambasee. Beide gelangten am 14. Januar 1882 nach Mona Katschitsch, der Residenz des Häuptlings Katschitsch von Koto, am Lubilasch, erreichten am 16. April den Lualaba und am 17. April Nyangwe. Von dort zog Wissmann am 1. Juni zur Ostküste, die er am 16. November erreichte, während Pogge bereits Anfang Mai zur Residenz des Mukenge in Eilmärschen zurückkehrte, um dort die geplante wissenschaftliche Station zu errichten. Nachdem dies geschehen war, kehrte Pogge am 28. Februar 1884 nach Luanda zurück, um sich nach Europa einzuschiffen. Er starb dort jedoch bereits am 17. März 1884 infolge der ausgestandenen Entbehrungen und wurde auf dem protestantischen Friedhof des Orts beigesetzt, wobei „(s)ämmtliche Militär- und Civilbehörden, sowie aller Honoratioren der Stadt […] dem allgemein geachteten Manne das letzte Geleit gegeben“ hätten.

## Ehrungen
- Hermann von Wissmann benannte das Boot, das er eigens für seine Forschungsreise im Jahr 1884 hatte anfertigen lassen, ihm zu ehren „Paul Pogge“[7]
- In Rostock wurde ihm am 19. März 1885 im Rosengarten mit einer Bronzebüste ein Denkmal gesetzt. Das Werk von Ludwig Brunow wurde 1901 zum Leibnizplatz umgesetzt, von dort nach 1945 entfernt und zerstört. Seit 1995 erinnert wieder eine Pogge-Büste von Jo Jastram im Rosengarten an den Afrikaforscher. Im Jahr 2020 wurde in Rostock damit begonnen über den Umgang mit dem Denkmal zu diskutieren, da Pogge als Wegbereiter des deutschen Kolonialismus „Rassismus“ vorgeworfen wird.
- Im ehemaligen Gutshaus des Groß Roger Ortsteils Zierstorf führt der örtliche Heimatverein Ausstellungen zu Paul Pogge und den Landwirtschaftspionieren Carl und Johann Pogge durch.[8]

## Werke
Außer vielen Aufsätzen in Zeitschriften veröffentlichte Pogge:
- Im Reich des Muata Jamwo. Tagebuch meiner im Auftrage der Deutschen Gesellschaft zur Erforschung Aequatorial-Afrika’s in die Lunda-Staaten unternommenen Reise (= Beiträge zur Entdeckungsgeschichte Afrika’s. Heft 3). Dietrich Reimer, Berlin 1880 (archive.org).